# Pahlaví (písmo)
Pahlaví obecně označuje specifickou formu zápisu různých středoíránských jazyků. Základní charakteristiky pahlaví jsou
- užití písma pahlaví, odvozeného od písma Aramejského;
- vysoké množství užitých aramejských přejímek ve formě heterogramů (zvaných hozwārishn, "archaismy").

Pahlavské nápisy byly nalezeny pro dialekty, či etnolekty parthštiny, fárštiny, sogdštiny, skýtštiny a chotánštiny. Že se jedná o Pahlaví není určeno zapsanou varietou, ale vyhověním výše uvedeným kritériím.

## Unicode
Bloky "Inscriptional Pahlavi" a "Inscriptional Parthian" byly přidány do standardu Unicode v říjnu 2009 s vydáním verze 5.2. Žalmové Pahlaví a Knižní Pahlaví jsou ve stádiu návrhu.
| Monumentální Pahlaví[1] Unicode.org chart (PDF) |   |   |   |   |   |   |   |   |   |   |   |   |   |   |   |   |
|                                                 | 0 | 1 | 2 | 3 | 4 | 5 | 6 | 7 | 8 | 9 | A | B | C | D | E | F |
| U+10B6x                                         | 𐭠 | 𐭡 | 𐭢 | 𐭣 | 𐭤 | 𐭥 | 𐭦 | 𐭧 | 𐭨 | 𐭩 | 𐭪 | 𐭫 | 𐭬 | 𐭭 | 𐭮 | 𐭯 |
| U+10B7x                                         | 𐭰 | 𐭱 | 𐭲 |   |   |   |   |   | 𐭸 | 𐭹 | 𐭺 | 𐭻 | 𐭼 | 𐭽 | 𐭾 | 𐭿 |
| Poznámky 1.Dle verze 6.3                        |   |   |   |   |   |   |   |   |   |   |   |   |   |   |   |   |

| Monumentální Parthské Pahlaví[1] Unicode.org chart (PDF) |   |   |   |   |   |   |   |   |   |   |   |   |   |   |   |   |
|                                                          | 0 | 1 | 2 | 3 | 4 | 5 | 6 | 7 | 8 | 9 | A | B | C | D | E | F |
| U+10B4x                                                  | 𐭀 | 𐭁 | 𐭂 | 𐭃 | 𐭄 | 𐭅 | 𐭆 | 𐭇 | 𐭈 | 𐭉 | 𐭊 | 𐭋 | 𐭌 | 𐭍 | 𐭎 | 𐭏 |
| U+10B5x                                                  | 𐭐 | 𐭑 | 𐭒 | 𐭓 | 𐭔 | 𐭕 |   |   | 𐭘 | 𐭙 | 𐭚 | 𐭛 | 𐭜 | 𐭝 | 𐭞 | 𐭟 |
| Poznámky 1.Dle verze 6.3                                 |   |   |   |   |   |   |   |   |   |   |   |   |   |   |   |   |

## Galerie

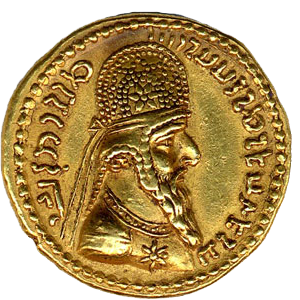
Mince Ardašíra I. (~ 224–42) s nápisem v monumentální verzi pahlaví.
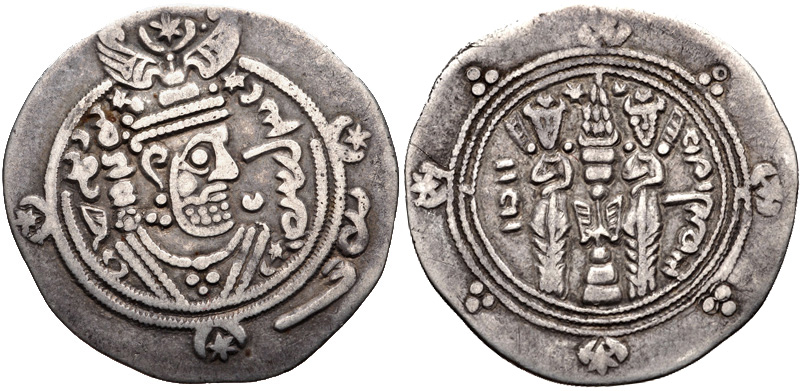
Mince Ispahboda Khuršída (~ 740–60) s nápisem v knižní verzi pahlaví. Od doby Husrava I. (~ 531–79) bylo monumentální pahlaví na mincích nahrazeno knižním.
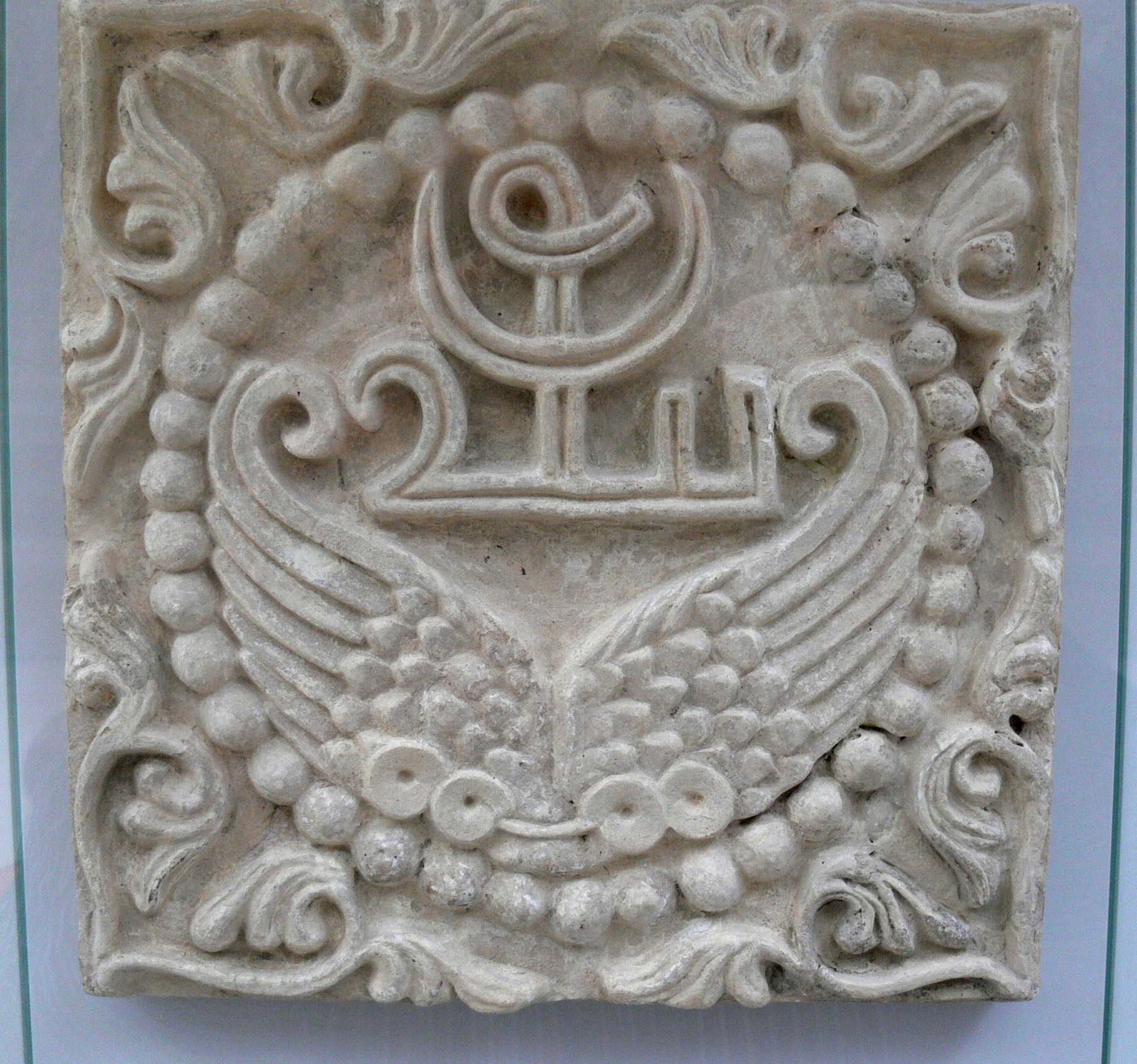
Sassanský reliéf s monogramem v monumentálním pahlaví.
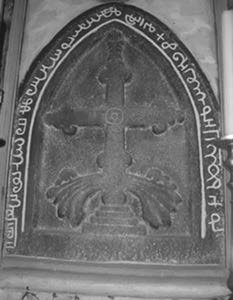
Kamenný kříž s nápisem v knižní verzi, v valiyapally (chrámu) v Kóttajamu v Kérale v Indii.
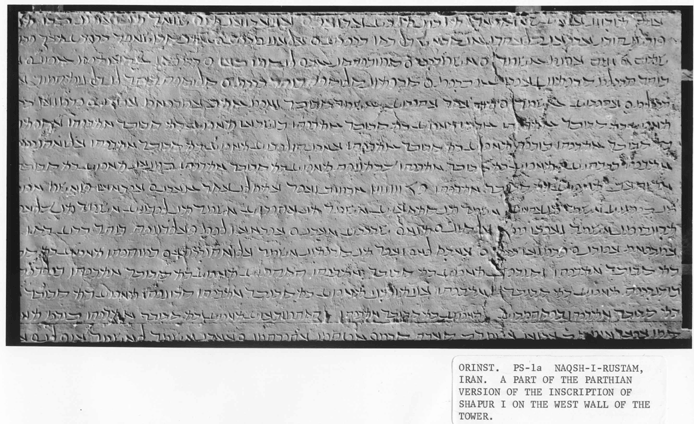
Parthská verze nápisu Šápúra I. na zdi Zarathuštrovy svatyně.
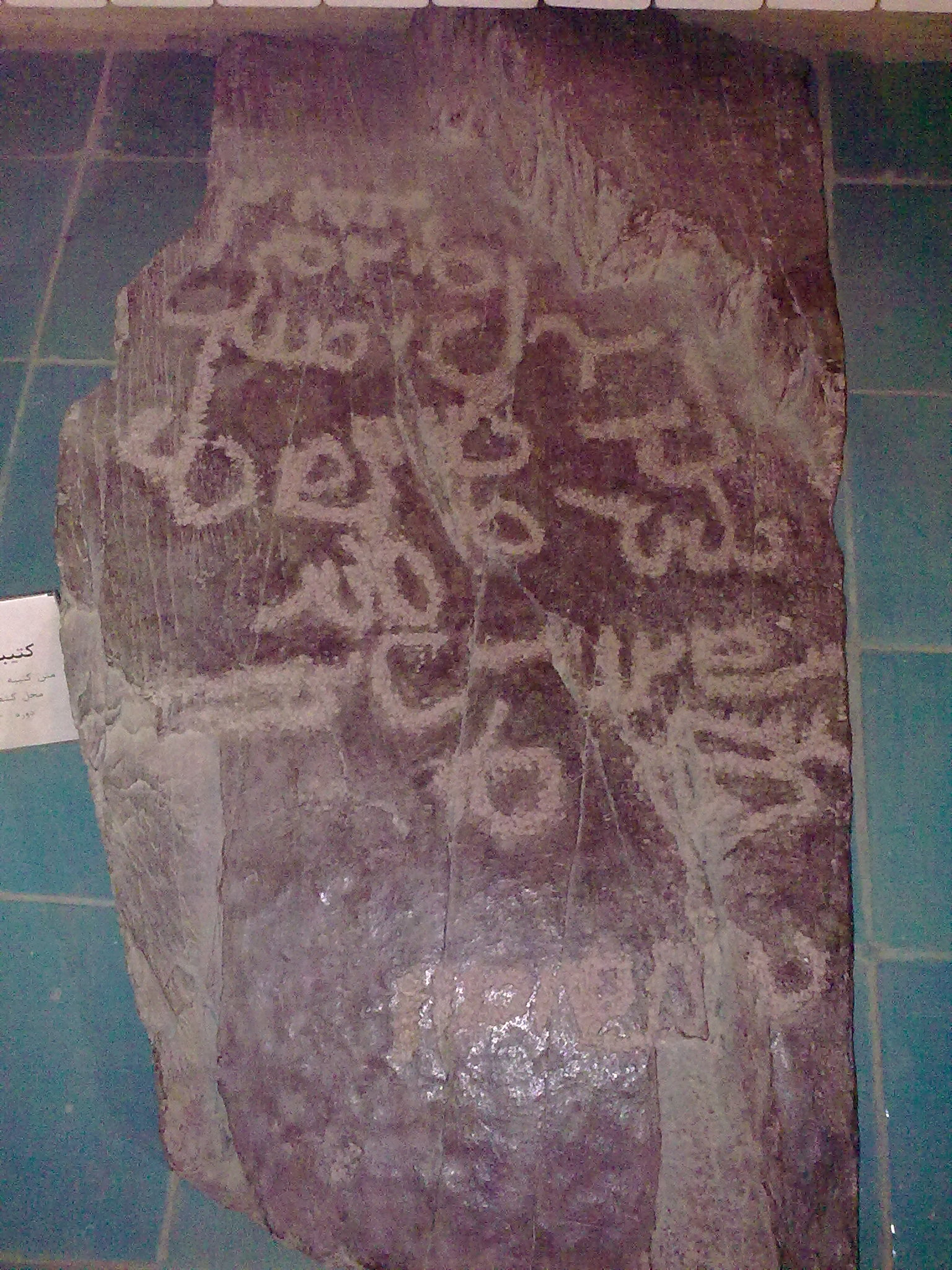
~1500 let starý nápis na kameni v muzeu v Aráku.